# Dwars door het Hageland 2016
Dwars door het Hageland 2016, een eendaagse wielerwedstrijd in het Belgische Hageland, werd gehouden op een vernieuwd parcours met een aantal onverharde wegen, zoals in de Strade Bianche. De wedstrijd vertrok dit jaar in Aarschot en kwam na een doortocht in Tienen aan op de Citadel van Diest. De wedstrijd maakte deel uit van het regelmatigheidscriterium Napoleon Games Cycling Cup 2016.

## Parcours
Het parcours start in het centrum van Rillaar. De renners vertrekken in de richting van Kortenaken om zo verder te rijden naar Tienen voor de bevoorrading. Even verderop volgen de eerste onverharde wegen en kasseistroken, zoals de Kerkstraat in Molenbeek-Wersbeek en het Schoonhovenbos in Aarschot. De route loopt verder richting Scherpenheuvel, waar na een passage aan de Basiliek de finale begint. De renners rijden via enkele onverharde wegen richting Zichem, waarna ze na een passage langs de Demer het Grasbos over moeten als voorlaatste helling van de dag. Na het Grasbos rijden de renners het centrum van Diest binnen, waarna ze aankomen op de Allerheiligenberg.
Het parcours telt in totaal 12 hellingen en 20 onverharde wegen/kasseistroken.

## Rituitslag
| Plaats | Naam             | Ploeg                       | Tijd     |
| ------ | ---------------- | --------------------------- | -------- |
| 1      | Niki Terpstra    | Etixx-Quick Step            | 4u27'04" |
| 2      | Wout van Aert    | Crelan-Vastgoedservice      | + 0'01"  |
| 3      | Florian Sénéchal | Cofidis                     | z.t.     |
| 4      | Jelle Wallays    | Lotto Soudal                | z.t.     |
| 5      | Marco Marcato    | Wanty-Groupe Gobert         | + 0'08"  |
| 6      | Liam Bertazzo    | Wilier Triestina-Southeast  | z.t.     |
| 7      | Tim Declercq     | Topsport Vlaanderen-Baloise | + 0'11"  |
| 8      | Thomas Stewart   | Madison-Genesis             | + 0'21"  |
| 9      | Sean De Bie      | Lotto Soudal                | z.t.     |
| 10     | Timothy Dupont   | Veranda's Willems           | z.t.     |

Etappewedstrijden

 Ster van Bessèges · 
 Ronde van Valencia · 
 La Méditerranéenne · 
 Ronde van de Algarve · 
 Ruta del Sol · 
 Ronde van de Haut-Var · 
 Ronde van de Provence · 
 Driedaagse van West-Vlaanderen · 
 Internationale Wielerweek · 
 Internationaal Wegcriterium · 
 Driedaagse van De Panne-Koksijde · 
 Ronde van de Sarthe · 
 Ronde van Castilië en León · 
 Ronde van Trentino · 
 Ronde van Kroatië · 
 Ronde van Turkije · 
 Ronde van Yorkshire · 
 Ronde van Asturië · 
 Ronde van Azerbeidzjan · 
 Vierdaagse van Duinkerke · 
 Ronde van Madrid · 
 Ronde van Picardië · 
 Ronde van Cova da Beira · 
 Ronde van Noorwegen · 
 World Ports Classic · 
 Ronde van België · 
 Ronde van Estland · 
 Ronde van Luxemburg · 
 Boucles de la Mayenne · 
 Ster ZLM Toer · 
 Ronde van Slovenië · 
 Ronde van Oostenrijk · 
 Sibiu Cycling Tour · 
 Ronde van Rhône Alpes-Valromey · 
 Ronde van Wallonië · 
 Ronde van Denemarken · 
 Ronde van Portugal · 
 Ronde van Burgos · 
 Ronde van Gévaudan Languedoc-Roussillon · 
 Ronde van de Ain · 
 Ronde van Tsjechië · 
 Arctic Race of Norway · 
 Ronde van de Limousin · 
 Ronde van Poitou-Charentes · 
 Tour des Fjords · 
 Ronde van Groot-Brittannië · 
 Ronde van Toscane · 
 Eurométropole Tour
Eendaagse wedstrijden

 Trofeo Felanitx-Ses Salines-Campos-Porreres · 
 Trofeo Pollença-Port de Andratx · 
 Trofeo Serra de Tramuntana · 
 Trofeo Playa de Palma-Palma · 
 GP La Marseillaise · 
 Grote Prijs van de Etruskische Kust · 
 Ronde van Murcia · 
 Clásica de Almería · 
 Trofeo Laigueglia · 
 Omloop Het Nieuwsblad · 
 Classic Sud Ardèche · 
 GP Lugano · 
 Kuurne-Brussel-Kuurne · 
 La Drôme Classic · 
 Le Samyn · 
 Strade Bianche · 
 GP Industria & Artigianato · 
 Ronde van Drenthe · 
 Nokere Koerse · 
 GP Nobili Rubinetterie · 
 Handzame Classic · 
 Classic Loire-Atlantique · 
 Grote Prijs van Cholet-Pays de Loire · 
 Dwars door Vlaanderen · 
 Route Adélie de Vitré · 
 Grote Prijs Miguel Indurain · 
 Volta Limburg Classic · 
 Ronde van La Rioja · 
 Parijs-Camembert · 
 Scheldeprijs · 
 Klasika Primavera · 
 Brabantse Pijl · 
 GP Denain · 
 Ronde van de Finistère · 
 Ronde van de Apennijnen · 
 Tro-Bro Léon · 
 La Roue Tourangelle · 
 Rund um den Finanzplatz Eschborn-Frankfurt · 
 Velothon Wales · 
 Grote Prijs van de Somme · 
 Grote Prijs van Plumelec · 
 Boucles de l'Aulne  · 
 Velothon Berlin · 
 GP Kanton Aargau · 
 Ronde van Keulen · 
 Ronde van Limburg · 
 Velothon Copenhagen · 
 Halle-Ingooigem · 
 GP Cerami · 
 Velothon Stuttgart · 
 Prueba Villafranca de Ordizia · 
 Rad am Ring · 
 Circuito de Getxo · 
 RideLondon Classic · 
 Polynormande · 
 Dwars door het Hageland · 
 Arnhem-Veenendaal Classic · 
 GP Jef Scherens · 
 GP Stad Zottegem · 
 Druivenkoers Overijse · 
 Schaal Sels · 
 Brussels Cycling Classic · 
 GP Fourmies · 
 Velothon Stockholm · 
 Ronde van de Doubs · 
 GP van Wallonië · 
 Coppa Bernocchi · 
 Coppa Agostoni · 
 Kampioenschap van Vlaanderen · 
 Grote Prijs Impanis-Van Petegem · 
 Memorial Marco Pantani · 
 GP van Isbergues · 
 GP Industria & Commercio di Prato · 
 Coppa Sabatini · 
 Ronde van Emilia · 
 Duo Normand · 
 GP Beghelli · 
 Ronde van de Drie Valleien · 
 Milaan-Turijn · 
 Ronde van Piemonte · 
 Ronde van de Vendée · 
 Ronde van het Münsterland · 
 Binche-Chimay-Binche · 
 Parijs-Bourges · 
 Parijs-Tours · 
 Nationale Sluitingsprijs
mannen: 2001 · 2002 · 2003 · 2003-2006 · 2007 · 2008 · 2009 · 2010 · 2011 · 2012 · 2013-2015 · 2016 · 2017 · 2018 · 2019 · 2020 · 2021 · 2022 · 2023 · 2024 · 2025
vrouwen: 2021 · 2022 · 2023 · 2024 · 2025